# Carsac-Aillac
Carsac-Aillac är en kommun i departementet Dordogne i regionen Nouvelle-Aquitaine i sydvästra Frankrike. Kommunen ligger i kantonen Carlux som tillhör arrondissementet Sarlat-la-Canéda. År 2022 hade Carsac-Aillac 1 549 invånare.

## Befolkningsutveckling
Antalet invånare i kommunen Carsac-Aillac
Referens:INSEE